# ¡Ay, qué tiempos, señor Don Simón!
¡Ay, qué tiempos, señor don Simón! es una película de comedia mexicana de 1941 escrita y dirigida por Julio Bracho y protagonizada por Joaquín Pardavé, Arturo de Córdova y Mapy Cortés. Esta película retrata y satiriza la vida de México a principios del siglo XX durante la época del Porfiriato.

## Sinopsis
Durante la época del porfiriato, a principios del siglo XX, Inés (Mapy Cortés) es una atractiva joven que recientemente enviudó y que tiene por novio a un capitán del ejército llamado Miguel (Arturo de Córdova) quien la engaña con la bailarina tiple Coco Achondo. A fin de descubrir el engaño, Inés asiste en compañía de su amiga Beatriz (Anita Blanch) a un teatro exclusivo para caballeros en el que Coco se presentaba y en donde suele ser vista con Miguel. El lugar también es frecuentado por don Simón (Joaquín Pardavé), quien es presidente de la Liga de las Buenas Costumbres. Al momento de que Inés y Beatriz entran al lugar son vistas por las hermanas Méndez (Dolores Camarillo y Consuelo Guerrero de Luna), un par de solteronas que también pertenecen a la liga que preside don Simón. Por su parte, Inés descubre a don Simón observando el espectáculo escondido tras las cortines de una platea y a Miguel besando a Coco.
Las solteronas Méndez utilizan el hecho para proponer la expulsión de Inés de la asociación, presionando a don Simón para que ejecute la resolución, mientras que Inés y Beatriz chantajean a don Simón con hacer pública su afición por el lugar que tanto escándalo causa a la liga. Inés hace saber a Miguel su infidelidad y termina su relación con él, acto seguido renuncia al luto, lo que causa aún más indignación en las solteronas. La situación se agrava cuando Inés comienza a coquetear y a salir con don Simón para dar celos a Miguel. En adelante, estos enredos cómicos y románticos determinarán el curso de la película.

## Reparto
- Joaquín Pardavé
- Arturo de Córdova
- Mapy Cortés
- Anita Blanch
- Agustín Isunza
- Dolores Camarillo
- Consuelo Guerrero de Luna
- Luis G. Barreiro
- Miguel Montemayor
- José Ortiz de Zárate
- Diana Bordes
- Carlos Martínez Baena
- Armando Velasco
- Hernán Vera

## Contexto
La película es la opera prima de Julio Bracho, creada en una época en la que el cine mexicano intentaba competir a nivel internacional aprovechando que el cine estadounidense se centraba en la propaganda y en mantener el optimismo durante la Segunda Guerra Mundial. Una de las compañías que aprovecharon la ocasión fue Films Mundiales S.A. de C.V., que en 1940 tenía por gerente a Joaquín Cortina Garibay, quien compró el argumento escrito por Julio Bracho, sin embargo, posteriores cambios en la empresa dejaron a la cabeza a Agustín J. Fink, quien terminó produciendo ¡Ay, qué tiempos, señor Don Simón!. A decir del director de fotografía Gabriel Figueroa, a fin de obtener tal alianza con Films Mundiales todos los implicados en la película tuvieron que contribuir con el 50 por ciento de sus salarios, tanto en ésta como en las dos películas siguientes de Bracho: Historia de un gran amor (1942) y Distinto amanecer (1943).
El cine de esta época se caracterizó por la nostalgia de unos tiempos en que la clase media vivía en paz y abundancia. En el caso de ¡Ay, qué tiempos, señor don Simón!, la nostalgia cómica idealiza la época de la dictadura porfirista, un régimen que vivía con una moral tradicional católica pero que al mismo tiempo tenía tolerancia hacia ciertas actividades como la prostitución.

## Recepción
La película se estrenó el 15 de septiembre de 1941 en el cine Teatro Chino, en el marco al Homenaje al Cine Nacional organizado por el Ateneo de las Artes y las Ciencias de México y auspiciado por la Secretaría de Gobernación. Fue todo un éxito, con un taquillaje de $17,000 pesos en su primer día de exhibición y superando así a cualquier otra película estrenada hasta el momento. El éxito le ganó el premio a la mejor película del año de la Asociación de Periodistas Cinematográficos Mexicanos y el Trofeo Presidencial a la mejor película mexicana del año de manos del presidente Manuel Ávila Camacho.